# 小孢子靈芝
小孢子靈芝 (英語：Ganoderma microsporum)，是在臺灣發現的靈芝新種，於 1989 年在國際期刊Mycotaxon正式發表。子實體與本草綱目描述的青芝氣味相符。
小孢子靈芝的孢子大小是 6-8.5 μm x 4.5-5 μm，相較於所有的靈芝來的小，故因此得名。
小孢子靈芝是臺灣常見的野生靈芝之一；子實體的菌柄較短或是不明顯、呈現古銅色或紫黑色，同時菌蓋呈現貝殼形或不規則狀有漆光。通常寄生在柳樹上。
小孢子靈芝中除了含有多醣體、三萜類等已知的生物活性成分，亦含有真菌免疫調節白質 (fungal immunomodulatory protein, FIP) - 小孢子靈芝免疫調節蛋白質 (Ganoderma microsporum immunomodulatory protein, GMI)。